# هورست مالر
هورست مالر (بالألمانية: Horst Mahler) (و. 1936  م) هو صحفي الرأي، وناشط سياسي، ومحامي ألماني، هو عضوٌ في الحزب الديمقراطي الاجتماعي الألماني، والحزب الوطني الديمقراطي (ألمانيا)، وهو عضوٌ في جماعة الجيش الأحمر. تعلم في جامعة برلين الحرة.

## وصلات خارجية
- هورست مالر على موقع IMDb (الإنجليزية)
- هورست مالر على موقع مونزينجر (الألمانية)
- هورست مالر على موقع ألو سيني (الفرنسية)
- هورست مالر على موقع قاعدة بيانات الأفلام السويدية (السويدية)
- هورست مالر على موقع قاعدة بيانات الفيلم (الإنجليزية)
- هورست مالر على موقع كينوبويسك (الروسية)
- هورست مالر في قاعدة بيانات الأفلام على الإنترنت